# Tuffi ai XVIII Giochi asiatici - Piattaforma 10 metri sincro maschile
La competizione dei tuffi dalla piattaforma 10 metri sincro maschile dei XVIII Giochi asiatici si è disputata il 29 agosto 2018 presso il Gelora Bung Karno Aquatic Stadium, a Gelora, Giacarta Centrale, in Indonesia.  La gara si è svolta in un turno nel quale gli atleti hanno eseguito una serie di sei tuffi.

## Programma
| Data           | Ora (UTC+7) | Turno  |
| -------------- | ----------- | ------ |
| 29 agosto 2018 | 20:15       | Finale |

## Risultati
| Class   | Nazione        | Atleti                                    | Tuffi | Tuffi | Tuffi | Tuffi | Tuffi | Tuffi | Totale |
| Class   | Nazione        | Atleti                                    | 1     | 2     | 3     | 4     | 5     | 6     | Totale |
| ------- | -------------- | ----------------------------------------- | ----- | ----- | ----- | ----- | ----- | ----- | ------ |
| Oro     | Cina           | Chen Aisen Yang Hao                       | 56.40 | 57.60 | 89.76 | 85.32 | 89.91 | 87.48 | 466.47 |
| Argento | Corea del Sud  | Kim Yeong-nam Woo Ha-ram                  | 51.00 | 48.00 | 72.96 | 75.48 | 84.24 | 74.37 | 406.05 |
| Bronzo  | Corea del Nord | Hyon Il-myong Rim Kum-song                | 48.00 | 43.80 | 62.10 | 75.84 | 86.58 | 78.72 | 395.04 |
| 4       | Indonesia      | Andriyan Adityo Restu Putra               | 45.60 | 46.20 | 68.40 | 71.04 | 71.04 | 70.29 | 372.57 |
| 5       | Malaysia       | Jellson Jabillin Hanis Nazirul Jaya Surya | 49.20 | 50.40 | 60.48 | 48.60 | 74.88 | 72.96 | 356.52 |
| 6       | Iran           | Shahnam Nazarpour Mojtaba Valipour        | 43.20 | 41.40 | 59.40 | 60.90 | 58.56 | 54.60 | 318.06 |
| 7       | Thailandia     | Conrad Lewandowski Thitipoom Marksin      | 40.80 | 32.40 | 57.60 | 58.56 | 53.76 | 48.72 | 291.84 |
| 8       | Singapore      | Jonathan Chan Joshua Chong                | 40.80 | 40.80 | 54.90 | 59.52 | 36.12 | 59.52 | 291.66 |